# Amotion
| Recensione | Giudizio |
| ---------- | -------- |
| AllMusic   |          |

Amotion è il primo album di remix del gruppo musicale statunitense A Perfect Circle, pubblicato il 16 novembre 2004 dalla Virgin Records.

## Descrizione
Il disco presenta presenta versioni di remix di alcuni dei brani più famosi della produzione del gruppo, curati per la maggior parte da membri ed ex membri della band, come Paz Lenchantin, Troy Van Leeuwen e James Iha.
Il DVD comprende l'intera produzione di video musicali degli A Perfect Circle, come per esempio i video dei singoli Judith, 3 Libras e Weak and Powerless, nonché alcuni video precedentemente mai pubblicati di pezzi come Blue e Thinking of You. Il DVD è realizzato con particolare cura per quanto riguarda la grafica, e comprende racconti sulla storia delle canzoni del gruppo. Infatti, ogni canzone ha il proprio mini-film, e la musica è presente come accompagnamento alle immagini. Completano l'opera materiale extra come video girati durante il backstage, interviste, una galleria fotografica e tre video che hanno come protagoniste le Bikini Bandits, già presenti nel clip di The Outsider.

## Tracce
Testi e musiche di Billy Howerdel e Maynard James Keenan.
CD
1. Judith (Renholdër) – 4:24
2. 3 Libras (Feel My Ice Dub) – 4:28
3. The Outsider (Apocalypse) – 5:28
4. Weak and Powerless (Tilling My Grave) – 3:05
5. The Outsider (Frosted Yogurt) – 4:07
6. Blue (Bird Shake) – 3:56
7. 3 Libras (All Main Courses) – 7:16
8. The Hollow (Constantly Consuming) – 3:39
9. The Hollow (The Bunk) – 3:12

DVD
1. Judith (Unedited) – 4:07
2. 3 Libras – 3:35
3. Weak and Powerless (Unedited) – 3:19
4. The Outsider (Edited) – 4:11
5. Thinking of You – 4:40
6. Counting Bodies like Sheep to the Rhythm of the War Drums – 6:01
7. Blue (Contest Winner) – 4:07
8. The Noose (Live) – 5:48
9. Imagine – 4:47

Contenuti speciali
1. The Outsider (Director's Cut) – 6:46
2. Blue (Runner-Up A) – 3:56
3. Blue (Runner-Up B) – 3:55
4. Blue (Runner-Up C) – 3:59
5. Bikini Bandits Experience – 2:54
6. Bikini Bandits Save Christmas – 1:14
7. Bikini Bandits Sauvent le Monde – 3:11
8. Video Clips (Part One) – 12:37

## Formazione
Hanno partecipato alle registrazioni, secondo le note di copertina:
Gruppo
- Billy Howerdel – chitarra (eccetto Counting Bodies like Sheep to the Rhythm of the War Drums), basso (eccetto The Outsider e The Noose), cori (eccetto 3 Libras, The Outsider, Blue e The Noose), programmazione in Thinking of You, voce aggiuntiva in Counting Bodies like Sheep to the Rhythm of the War Drums
- Maynard James Keenan – voce, arrangiamento in Counting Bodies like Sheep to the Rhythm of the War Drums, chitarra in The Noose
- Josh Freese – batteria (eccetto The Hollow)
- Jeordie White – basso in The Outsider, basso e cori in The Noose
- James Iha – chitarra e tastiera in The Noose
- Danny Lohner – strumentazione aggiuntiva, voce aggiuntiva e arrangiamento in Counting Bodies like Sheep to the Rhythm of the War Drums
- Paz Lenchantin – cori in Judith e 3 Libras, pianoforte e archi in Imagine, voce e strumentazione (traccia 8)
- Troy Van Leeuwen – chitarra solista in Thinking of You
- Tim Alexander – batteria in The Hollow

Altri musicisti
- Luciano Lenchantin – viola in 3 Libras
- Jason Freese – sax tenore e sax baritono in Counting Bodies like Sheep to the Rhythm of the War Drums
- Josh Eustis – batteria e Rhodes in Counting Bodies like Sheep to the Rhythm of the War Drums,
- Branden Steineckert – batteria aggiuntiva (traccia 3)

Produzione
- Billy Howerdel – produzione, ingegneria del suono, fotografia
- Maynard James Keenan – produzione esecutiva, direzione artistica
- Danny Lohner – ingegneria del suono e missaggio in Counting Bodies like Sheep to the Rhythm of the War Drums, remissaggio (tracce 1-4)
- Josh Eustis – ingegneria del suono e missaggio in Counting Bodies like Sheep to the Rhythm of the War Drums, remissaggio (tracce 1, 3 e 4)
- Wes Borland – remissaggio (traccia 4)
- James Iha – remissaggio (tracce 5 e 6)
- Geoff Sanoff – remissaggio (tracce 5 e 6)
- Massive Attack – remissaggio (traccia 7)
- Ken Andrews – missaggio (traccia 8)
- Troy Van Leeuwen – remissaggio (traccia 9)
- Josh Abrahams – remissaggio (traccia 9)
- Steven R. Gilmore – direzione artistica, grafica

## Classifiche
| Classifica (2004) | Posizione massima |
| ----------------- | ----------------- |
| Stati Uniti       | 57                |